# Paul Gelting
Paul Emil Elliot Gelting, né le 30 mars 1905 à Aakirkeby et mort le 18 février 1964 à Karlskrona, est un écologue, botaniste et lichénologue danois.
Il a été professeur associé à l'université de Copenhague et particulièrement actif au Groenland.

## Biographie
Gelting a participé à l'expédition de trois ans dans l'est du Groenland (1931-34) dirigée par Lauge Koch et à l'expédition de 1938-1939 vers le nord-est du Groenland dirigée par Eigil Knuth. De 1946 à 1954, il dirige la Station Arctique de Qeqertarsuaq, fondée par Morten Pedersen Porsild.
Gelting est honoré par le nom du genre fongique Geltingia (en).